# Ресничестопръст гущер
Ресничестопръстите гущери (Uma inornata) са вид влечуги от семейство Phrynosomatidae. Видът е застрашен от изчезване.

## Разпространение и местообитание
Разпространени са в ограничен район в пустинята на южна Калифорния, в песъчливи местности, като са анатомично пригодени за копаене и дишане в пясъка.